# Карл I (маркграф Бадена)
Карл I Баденский (нем. Karl I. von Baden, 1427—1475) — маркграф Бадена, правивший в период с 1454 по 1475 годы.

## Биография
Карл Баденский был старшим сыном маркграфа Якоба I и его жены Екатерины Лотарингской. Свой воинственный характер он, однако, унаследовал от своего деда, и уже в юные годы был известен своим активным участием в рыцарских турнирах.
В 1444—1445 годах он, вместе с пфальцским курфюрстом и герцогом Вюртемберга успешно противостоял натиску арманьяков в Эльзасе. Уже в следующем, 1446 году, следуя императору Фридриху III, Карл сражался в Швейцарии против так называемых лесных кантонов.
Наметившаяся близость к Габсбургам была подтверждена состоявшимся в 1447 году браком с Екатериной — сестрой императора и дочерью австрийского герцога Эрнста Железного.
Спустя два года, используя своё влияние при имперском дворе, Карл Баденский пытался вмешаться в вопрос престолонаследия в Курпфальце, не желая восшествия на трон Фридриха Победоносного, что отразилось на их отношениях на годы вперёд; в том же 1449 году он выступил в поддержку вюртембергского графа Ульриха в конфликте последнего с имперским городом Эсcлинген.
В 1450 году Карл I, стремясь к консолидации своей власти, выступил против рыцарей фон Шауэнбург (нем. von Schauenburg) в Ортенау — министериалов графов фон Эберштайн. Шауэнбурги, однако, получили поддержку курфюрста Фридриха I, вследствие чего столкновения продолжались вплоть до 1460-х годов. В качестве ответной меры Карл принял сторону графов фон Лютцельштайн (нем. Grafen von Lützelstein), отказавшихся признать Фридриха законным курфюрстом Пфальца.
14 октября 1453 года он наследовал своему отцу как маркграф Бадена и Хахберга, переняв власть в Верхнем Бадене, графстве Шпонхайм, Хахберге, Мальберге, Ларе и в Хёингене. В 1454—1455 годах, вследствие отказа его братьев Бернхарда и Георга от власти, Карл I перенял также Дурлах и Пфорцхайм (окончательно в 1458 году, после смерти Бернхарда).
В 1455—1465 годах он вновь выступил против пфальцского курфюрста Фридриха, на этот раз поддерживая Людвига I Пфальц-Цвайбрюккенского.
Враждебное отношение Карла Баденского к Фридриху I не помешало ему, впрочем, заключить с ним соглашение против набравших силу фемических судов; этот договор поддержали также страсбургский епископ Рупрехт Пфальц-Зиммернский, Альбрехт Австрийский, Базель, Страсбург и ряд других городов в Эльзасе и в Брайсгау.
Роковым для Карла I оказалось решение вмешаться в спор за обладание майнцкой кафедрой на стороне своих братьев Иоганна и Георга, епископов Трира и Меца. Избранный в 1459 и низложенный папой в 1461 году Дитер фон Изенбург, опираясь на поддержку своего брата Людвига, городского совета Майнца и курфюрста Фридриха I, отказался уступить своему оппоненту Адольфу фон Нассау, что положило начало кровопролитной баденско-пфальцской войне 1461—1462 годов (нем. Mainzer Stiftsfehde, Badisch-Pfälzischer Krieg). Разорив курпфальцские владения на левом берегу Рейна, летом 1462 года объединённые силы Карла I, его братьев, шпайерского епископа Иоганна II и вюртембергского графа Ульриха V (около 8 000 человек), предполагая отсутствие Фридриха I в Пфальце, выступили из Бреттена и беспрепятственно дошли до Зеккенхайма (в настоящее время — район города Манхайм), где они неожиданно столкнулись с армией Фридриха и союзных ему графов Лейнинген и Катценельнбоген. В завязавшемся сражении курфюрст Фридрих одержал убедительную победу, заслужив прозвище Победоносный (нем. Friedrich der Siegreiche), и смог взять в плен раненных на поле боя Карла Баденского и его брата Георга Мецского. Вскоре в плен попал и Ульрих Вюртембергский, схваченный Гансом фон Геммингеном (нем. Keckhans von Gemmingen). Пленники находились в заточении в Гейдельбергском замке до тех пор, пока не был заплачен огромный выкуп. Карлу I свобода стоила 25 000 гульденов, и досталась лишь в апреле 1463 года; его брат должен был уплатить 45 000 гульденов. Кроме того, Карл был вынужден уступить свою долю в графстве Шпонхайм в качестве залога своих будущих мирных намерений, признать феодальную зависимость Пфорцхайма от рейнских курфюрстов и способствовать заключению мирного договора между Дитером фон Изенбургом и Адольфом фон Нассау, а также помирить самого Фридриха I с императором и папой римским.
Ослабленный физически и финансово, Карл I провёл вторую часть своего правления, более заботясь о соблюдении земского мира в Бадене, и скончался 24 февраля 1475 года, вероятно, заразившись чумой. Похоронен в коллегиальной церкви Бадена.

## Семья
1 июля 1447 года Карл Баденский заключил брак с Екатериной Австрийской. Их детьми были:
- Кристоф (1453—1527), маркграф Бадена с 1475 года
- Альбрехт (1456—1488)
- Фридрих (1458—1517), епископ Утрехта с 1496 года
- Екатерина (1449—1484), жена Георга III фон Верденберг-Зарганса
- Кимбурга (1450—1501), жена Энгельберта II фон Нассау-Дилленбурга
- Маргарета (1452—1495), аббатиса монастыря Лихтенталь (Баден-Баден)
- Анна (внебрачная дочь), жена Иоганна Хенне